# Holzhausen (Königsberg in Bayern)
Holzhausen ist ein Gemeindeteil der Stadt Königsberg in Bayern im unterfränkischen Landkreis Haßberge.

## Geografie
Das Pfarrdorf liegt in etwa sechs Kilometer Entfernung nordwestlich von Hassfurt am Riedbach, einem rechten Zufluss der Nassach (Main). Durch den Ort führen die Kreisstraßen HAS 6 und HAS 7.

## Geschichte
Anfang des 19. Jahrhunderts war Holzhausen ein Ganerbendorf. Es hatte 58 Wohngebäude. Zwölf Stück bewohnten Untertanen von Sachsen-Hildburghausen. In den anderen Häusern lebten Untertanen des Hochstift Würzburg, des Klosters Mariaburghausen und der Herren von Münster. Die hohe und niedere Gerichtsbarkeit besaß Sachsen-Hildburghausen. Gemäß einem Staatsvertrag zwischen dem Großherzogtum Würzburg und dem Herzogtum Sachsen-Hildburghausen wurde 1807 Holzhausen, das zuvor zum sächsischen Amt Königsberg gehörte, an Würzburg abgetreten. 1814 fiel das Großherzogtum Würzburg größtenteils an Bayern zurück.
1862 wurde Holzhausen in das neu geschaffene königlich bayerische Bezirksamt Haßfurt eingegliedert. Die Landgemeinde bestand aus dem Pfarrdorf Holzhausen und der zwei Kilometer entfernten Einöde Riedmühle. Im Jahr 1871 zählte der Hauptort 417 Einwohner, die sich bis auf sieben zum lutherischen Glauben bekannten. Eine evangelische Bekenntnisschule und die evangelische Pfarrei befanden sich in Holzhausen. Die 677,34 Hektar große Gemeinde hatte 402 Einwohner und 83 Wohngebäude. Im Pfarrdorf lebten 387 Personen in 82 Wohngebäuden. 1925 lebten in Holzhausen 376 Personen, von denen 5 katholisch waren, in 82 Wohngebäuden.
1950 hatte der Hauptort 531 Einwohner und 84 Wohngebäude. Die Katholiken gehörten zur Pfarrei Mechenried. Im Jahr 1961 zählte Holzhausen 398 Personen und 87 Wohngebäude. 1970 waren es 349. und 1987 314 Einwohner sowie 99 Wohngebäude mit 114 Wohnungen.
Am 1. Juli 1972 wurde der Landkreis Haßfurt im Rahmen der Gebietsreform in Bayern aufgelöst und Holzhausen kam zum Haßberg-Kreis. Am 1. Mai 1978 folgte die Eingliederung der Gemeinde Holzhausen in die Stadt Königsberg.

## Baudenkmäler

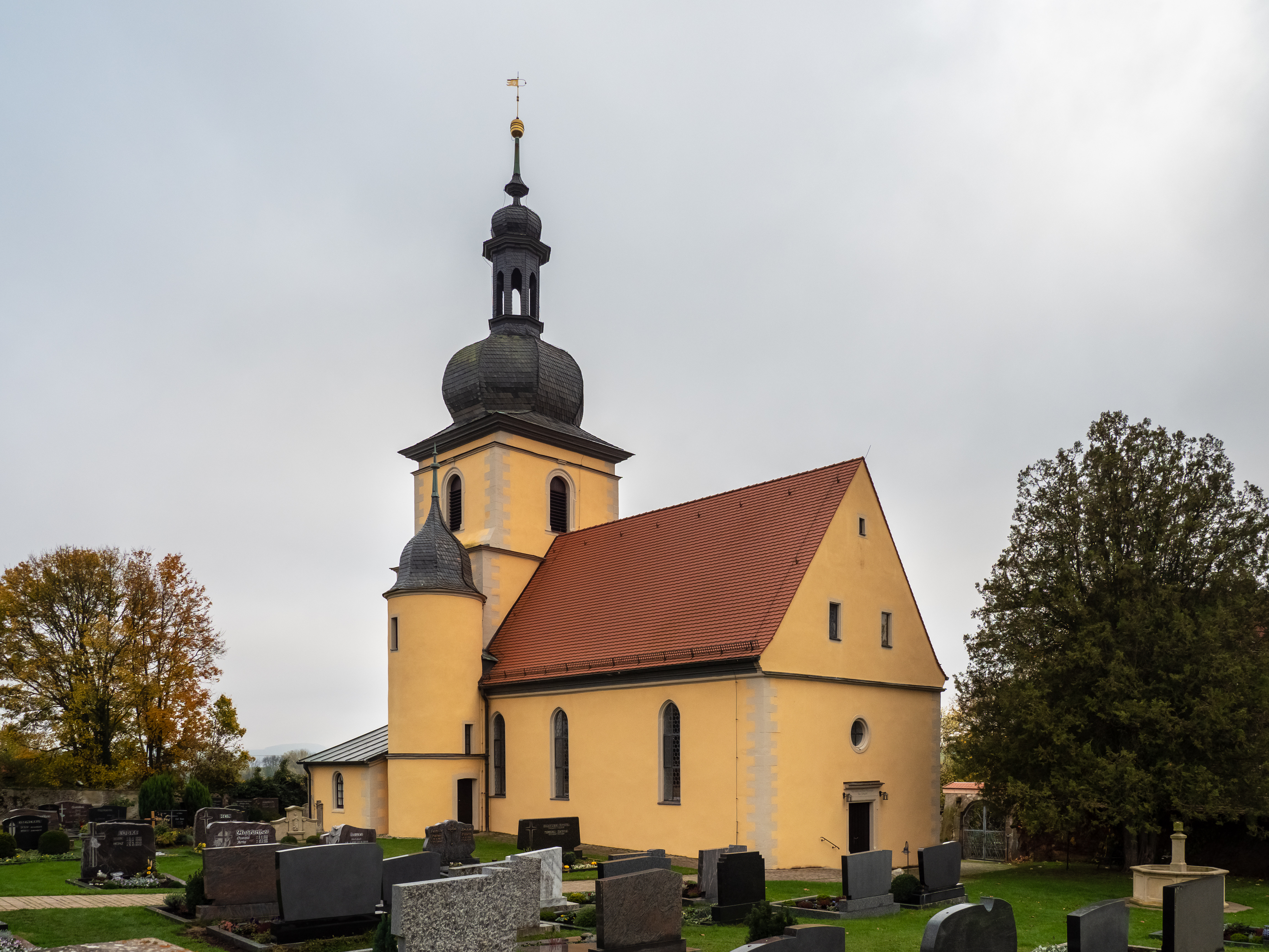
Pfarrkirche Heilig-Kreuz

Die evangelisch-lutherische Pfarrkirche Heilig-Kreuz steht außerhalb des Dorfkerns. Es ist eine Chorturmkirche, die auf ein Gotteshaus aus dem Anfang des 13. Jahrhunderts zurückgeht. Ab 1528 hatte die Gemeinde einen evangelischen Pfarrer. Das Langhaus, um 1600 nachgotisch gestaltet, ist ein Saalbau mit einem Satteldach. Es hat seitlich angebaut einen Treppenturm für die Emporen und eine Sakristei. Der Kirchturm besitzt als oberen Abschluss eine Zwiebelhaube mit einer Laterne.
In der Bayerischen Denkmalliste sind insgesamt 16 Baudenkmäler aufgeführt.